# East Greenwich
East Greenwich és una població dels Estats Units a l'estat de Rhode Island. Segons el cens del 2000 tenia 12.948 habitants.

## Demografia
Segons el cens del 2000, East Greenwich tenia 12.948 habitants, 4.960 habitatges, i 3.541 famílies. La densitat de població era de 301,5 habitants per km².
Dels 4.960 habitatges en un 36,2% hi vivien nens de menys de 18 anys, en un 61,5% hi vivien parelles casades, en un 7,9% dones solteres, i en un 28,6% no eren unitats familiars. En el 24,2% dels habitatges hi vivien persones soles el 9,7% de les quals corresponia a persones de 65 anys o més que vivien soles. El nombre mitjà de persones vivint en cada habitatge era de 2,58 i el nombre mitjà de persones que vivien en cada família era de 3,12.
Per edats la població es repartia de la següent manera: un 27,5% tenia menys de 18 anys, un 4,6% entre 18 i 24, un 26,6% entre 25 i 44, un 27,7% de 45 a 60 i un 13,6% 65 anys o més.
L'edat mediana era de 40 anys. Per cada 100 dones de 18 o més anys hi havia 89,5 homes.
La renda mediana per habitatge era de 70.063 $ i la renda mediana per família de 90.221 $. Els homes tenien una renda mediana de 71.578 $ mentre que les dones 40.934 $. La renda per capita de la població era de 38.593 $. Aproximadament el 2,5% de les famílies i el 4,7% de la població estaven per davall del llindar de pobresa.